# Voyage d'essai
 (novembre 2012).
Si vous disposez d'ouvrages ou d'articles de référence ou si vous connaissez des sites web de qualité traitant du thème abordé ici, merci de compléter l'article en donnant les références utiles à sa vérifiabilité et en les liant à la section « Notes et références ».
Un voyage d'essai est un voyage effectué par un navire pour vérifier ses qualités manœuvrières, en principe sa première sortie en mer avant sa mise en service. 

## Historique
Par le passé, la construction généralement peu innovante permettait de déduire les conditions de manœuvrabilité avec lesquelles le capitaine devrait composer. La sophistication technique, la recherche de la performance et l'intensification du trafic ont progressivement porté les constructeurs à étudier soigneusement dans un voyage effectif les paramètres de navigation.
Des « Standards de la manœuvre » publiés en 1993 par l’IMO fournissent les conditions de test et les données de référence :
- Interim Standards for Ship Manoeuvrability : (IMO Resolution A.751(18), 1993.
- Standards for ship manoeuvrability (IMO Resolution MSC.137(76), 2002.

## Manœuvres standard
Les manœuvres standard sont obligatoires pour tous les navires de plus de 100 m ainsi que pour tous les chimiquiers et gaziers.
Les trois manœuvres standards préconisées par l’IMO sont :
1. « Turning circle » (cercles de girations vers tribord et bâbord) ;
2. « Stopping test » (manœuvre d’arrêt d’urgence) ;
3. « Zig-zag test » (manœuvres de zig-zag).

D’autres manœuvres comme le test de giration initiale, l’essai spirale, la manœuvre « pull out », … peuvent compléter l'examen des qualités manœuvrières du navire.

### Objectif
À partir de ces trois manœuvres standard effectuées pendant le voyage d’essai, sont déterminés les trois paramètres dont dépend la manœuvrabilité :
- La stabilité dynamique

Un navire est dit « stable » lorsque à tout angle de barre, aussi petit soit-il, correspond une vitesse angulaire de même sens. Un navire dynamiquement stable peut facilement conserver son cap. Cela évitera donc au timonier de devoir sans cesse compenser les déviations causées par la houle, le courant, les vagues, etc.
- Le temps de réponse à la barre

Le temps de réponse à la barre représente l’indice de maniabilité du navire. Il est mis en évidence notamment grâce à la manœuvre zig-zag. Elle exprime le temps (ou distance parcourue) nécessaire pour éviter un obstacle (éventuellement sous l’influence du vent, des vagues et du courant).
- Capacité de giration

Il s’agit de la grandeur du diamètre de giration en fonction de l’angle de barre. Le but de la manœuvre étant de décrire des cercles de giration vers tribord et bâbord, dans différentes profondeurs. Néanmoins, les manœuvres standard ne permettent pas de déterminer toutes les caractéristiques manœuvrières d’un navire car la manœuvre d’un navire dépend également de l’environnement au navire.